# Баронеты Эберкромби из Биркенбога
Баронеты Эберкромби из Биркенбога в графстве Банфшир — титул в системе Баронетства Новой Шотландии.

## История
Он был создан 20 февраля 1636 года для Александра Эберкромби (1603—1670), который впоследствии представлял Банфшир в парламенте Шотландии (1640—1641, 1643, 1646—1648, 1661—1663). Его старший сын и наследник, сэр Джеймс Эберкромби, 2-й баронет (1669—1734), также представлял Банфшир в парламенте (1693—1702). Его сменил его сын, сэр Роберт Эберкромби, 3-й баронет (1698—1787). Ему наследовал его единственный сын, сэр Роберт Эберкромби, 4-й баронет (1750—1831). Он занимал должности шерифа Нэрншира и Элгиншира. Сэр Роберт Эберкромби, 5-й баронет (1787—1855), представлял Банфшир в Палате общин Великобритании (1812—1818). Сэр Роберт Джон Эберкромби, 7-й баронет (1850—1895), занимал должности заместителя лейтенанта Банфшира и Абердиншира. Сэр Джордж Уильям Эберкромби, 8-й баронет (1886—1964), был лордом-лейтенантом Банфшира (1946—1964). В 2003 году после смерти сэра Иэна Джорджа Эберкромби, 10-го баронета, титул прервался.
Александр Эберкромби, третий сын 1-го баронета, был дедом генерал-лейтенанта, сэра Ральфа Эберкромби (1734—1801), чья жена, Мэри Энн Эберкромби, получила в 1801 году титул баронессы Эберкромби. Также известны два брата Ральфа, Роберт Эберкромби (1740—1827), губернатор Бомбея и главнокомандующий британскими войсками в Индии, и Александр Эберкромби, лорд Эберкромби (1745—1795).

## Баронеты Эберкромби из Биркенбога (1636)
- Сэр Александр Эберкромби, 1-й баронет (ок. 1603 — декабрь 1684), старший сын Александра Эберкромби из Биркенбога
- Сэр Джеймс Эберкромби, 2-й баронет (ок. 1669 — 20 сентября 1734), второй сын предыдущего
- Сэр Роберт Эберкромби, 3-й баронет (ок. 1698 — 11 марта 1787), сын предыдущего
- Сэр Джордж Эберкромби, 4-й баронет (7 ноября 1750 — 18 июля 1831), сын предыдущего
- Сэр Роберт Эберкромби, 5-й баронет (4 февраля 1784 — 6 июля 1855), сын предыдущего
- Сэр Джордж Сэмуэл Эберкромби, 6-й баронет (22 мая 1824 — 14 ноября 1872), сын предыдущего
- Сэр Роберт Джон Эберкромби, 7-й баронет (14 июня 1850 — 24 июля 1895), старший сын предыдущего
- Сэр Джордж Уильям Эберкромби, 8-й баронет (18 марта 1886 — 9 сентября 1964), старший сын предыдущего
- Сэр Роберт Александр Эберкромби, 9-й баронет (15 августа 1895 — 19 октября 1972), младший брат предыдущего
- Сэр Иэн Джордж Эберкромби, 10-й баронет (30 июня 1925 — 16 мая 2003), сын Роберта Огилви Эберкромби (1881—1964), внук Дэвида Джеймса Эберкромби (1837—1918) и правнук Роберта Эберкромби, 5-го баронета из Биркенбога.